# Buntmeise
Die Buntmeise (Sittiparus varius, Syn.: Parus varius, Poecile varius, Cyanistes varius), auch als Rotbauchmeise bezeichnet, ist ein Singvogel aus der Familie der Meisen. Sie ist in fünf Unterarten in Ostasien verbreitet.

## Beschreibung
Sie erreicht je nach Unterart eine Größe zwischen 11 und 14 cm. Die Flügellänge beträgt 6,0 bis 7,8 Zentimeter. Bei der Nominatform S. v. varius sind Haube, Schnabel, Kehle, Oberbrust und Nacken schwarz. Stirn, Gesicht, Wangen sind weiß gefärbt. Rücken, Flügel und der Schwanz sind blaugrau. Mantel, Unterbrust, Bauch und Unterschwanzdecken sind rötlichbraun. Vom Scheitel bis zum Nacken verläuft eine weiße Zentrallinie. Bei anderen Unterarten ist die Färbung an Rücken und Wangen dunkler. Die Füße sind dunkel türkis. Ihr Gesang besteht aus einem zierlichen „tzu….tzu….tzu…“

## Unterarten und ihre Verbreitung
Es sind im Moment fünf Unterarten anerkannt:
- Sittiparus varius amamii Kuroda, 1922 – Vorkommen: Amami-Ōshima, Tokuno-jima und Okinawa
- Sittiparus varius namiyei (Kuroda, 1918) – Vorkommen: Toshima, Niijima und Kōzu-shima
- Borodino-Buntmeise Sittiparus varius orii Kuroda, 1923 – Vorkommen: ehemals Daitō-Inseln (Kita Daitō-jima und Minami Daitō-jima), heute ausgestorben
- Sittiparus varius sunsunpi (Kuroda, 1919) – Vorkommen: Tanegashima und Yakushima
- Sittiparus varius varius (Temminck & Schlegel, 1848) – Vorkommen: Südliche Kurilen (Kunashir, Shikotan, Iturup), nordöstliche Volksrepublik China, zentrales und südliches Korea, Japan

## Lebensraum
Ihr Lebensraum sind offene Mischwälder, insbesondere mit der Art Castanopsis cuspidata und Lärchen, Nadelwälder mit Japanischen Eiben, Japanischen Zedern und Kiefern sowie Bambuswälder an Berghängen oder in Flusstälern.

## Nahrung
Ihre Nahrung besteht aus Samen, Insekten und Schmetterlingsraupen.